# Marija Komissarowa
Marija Leonidowna Komissarowa (ros. Мария Леонидовна Комиссарова, ur. 5 września 1990 w Leningradzie) – rosyjska narciarka dowolna, specjalizująca się w skicrossie. Jak dotąd nie startowała na igrzyskach olimpijskich ani na mistrzostwach świata. Najlepsze wyniki w Pucharze Świata, osiągnęła w sezonie 2011/2012, kiedy to zajęła 43. miejsce w klasyfikacji generalnej, a w klasyfikacji skicrossu była 13. Pierwsze podium w Pucharze Świata odniosła w sezonie 2011/12 10 marca w Grindelwald.
15 lutego 2014 r. w trakcie treningu na obiekcie Ekstrim-park Roza Chutor przed zawodami skicrossu na Igrzyskach Olimpijskich w Soczi uległa wypadkowi, w wyniku którego doznała złamania dwunastego kręgu piersiowego. Tego samego dnia przeszła sześcioipółgodzinną operację w szpitalu w Krasnej Polanie.

## Sukcesy

### Puchar Świata

#### Miejsca w klasyfikacji generalnej
- 2011/2012 – 43.